# Selago serrata
Selago serrata là một loài thực vật có hoa trong họ Huyền sâm. Loài này được P.J. Bergius miêu tả khoa học đầu tiên năm 1767.